# Прапор Гани
Пра́пор Га́ни — один з офіційних символів держави Гана.
Складається з африканських кольорів — червоного, жовтого і зеленого. Гана як перша держава, що здобула незалежність після другої світової війни, була основоположником цих кольорів. Багато інших африканських країн, що здобули незалежність пізніше, бачили в прапорі Гани приклад і вибирали схожі прапори, з тим, щоб виразити африканську ідею. Ще в XIX столітті ці кольори використовувалися в Ефіопії — першій незалежній африканській країні, хоча у той час вони ще не були панафриканськими символами.

## Конструкція прапора
|                     |
| конструкція прапора |